# 다나카 에이스케
다나카 에이스케(일본어: 田中 英祐, 1992년 4월 2일 ~ )는 일본의 전 프로 야구 선수이다. 효고현 다카사고시 출신이며 현역 시절 포지션은 투수였다. 일본 프로 야구 선수로는 유일하게 교토 대학 출신이며 2014년 프로 야구 드래프트 회의에서 지바 롯데 마린스로부터 2순위 지명을 받았고, 2015년부터 2017년까지 지바 롯데의 선수로 활약을 했다.

## 인물

### 프로 입단 전
다카사고 시립 요네다니시 초등학교 4학년 때부터 소년 야구팀에서 야구를 시작해 주로 포수와 3루수, 외야수 등도 경험했었지만 하쿠료 중학교에 입학한 이후부터는 투수로 전향했다.
하쿠료 고등학교에 진학한 후에는 1학년 가을부터 에이스로서 활약을 했다. 하지만 2학년 때 하계 고시엔 대회(제91회 전국 고등학교 야구 선수권 대회)인 효고현 대회에서 3차전까지 승리한 것이 최고 성적이었다. 3학년 때 하계 고시엔 대회(제92회 전국 고등학교 야구 선수권 대회)의 첫 경기에서 탈락하여 고교 재학 시절에는 춘·하계 모두 한신 고시엔 구장에서의 전국 대회에 출전할 수 없었다.

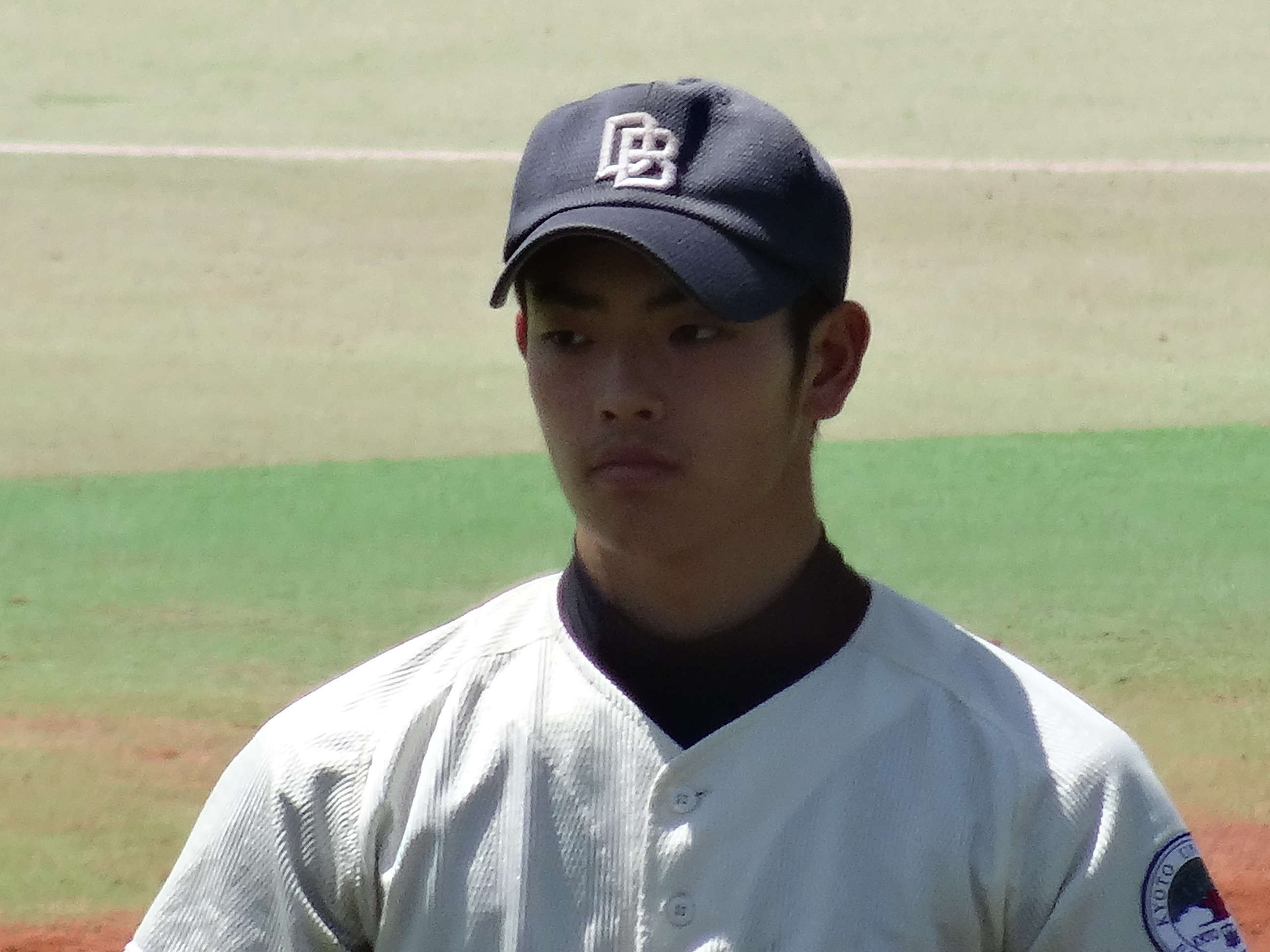
교토 대학 야구부 시절(2014년 5월 17일, 난코추오 야구장에서)

교토 대학 공학부 공업화학과에 현역으로 합격하여 입학과 동시에 야구부에 입단, 1학년 봄부터 간사이 학생 야구 리그에 첫 등판을 이뤘다. 당시 교토 대학 야구부 감독이던 히야네 요시노부는 다나카에 대해 “던지는 모습을 한번 보고 4년 후에는 교토 대학 최초의 프로 야구 선수가 탄생하리라고 생각했다”고 훗날 말하기도 했다. 2학년 때 춘계 리그인 간세이 가쿠인 대학을 상대로 완봉승을 거두었다. 이 승리를 계기로 2009년부터 이어왔던 팀의 리그전 연패 기록을 60경기에서 멈췄다. 3학년 때 추계 리그에서는 9월 21일 리쓰메이칸 대학과의 경기에서 연장 21회까지 완투했다. 투구 수는 237개로, 상대 타선에게 3루를 허용하지 않았지만 경기 자체는 0대 0 무승부로 끝났다. 다음 경기에 선발 등판한 9월 25일 도시샤 대학전에서도 연장 15회까지 혼자서 던지는 활약을 보였으나 패전 투수가 됐다. 이 시즌에서는 6경기에서 총 68이닝을 던져 1.06의 평균 자책점을 기록했는데 단 한 번도 승리 투수가 되지 못했는데도(4패) 불구하고 이례적으로 리그 투수 부문에서 베스트 나인에 선정됐다. 4학년 때인 이듬해 2014년 춘계 리그에서 도시샤 대학을 상대로 자신으로서는 두 번째인 완봉승을 거두면서 1982년 신규 리그가 발족된 이후 교토 대학의 투수로서는 처음으로 전체 5개 대학을 상대로 승리를 기록했다. 6월에는 제27회 하를럼 베이스볼 위크의 대학 일본 대표팀 후보 선정을 위한 합숙에 참가했지만 7월에 발표된 멤버에는 발탁되지 않았다. 8월 23일, 교토 대학과 한신 타이거스 2군에 의한 교류전(한신 나루오하마 구장)에 선발로 등판해 한신을 비롯한 일본 프로 야구 6개 구단의 스카우트가 지켜보고 있는 와중에 6실점을 내주면서도 7회말까지 던졌다. 또한 추계 리그에서는 10경기에 등판해 총 55이닝을 던져 1승 5패, 2.45의 평균 자책점을 기록하며 자신으로서는 두 번째의 베스트 나인을 수상했다. 같은 해 10월에는 간사이 학생 야구 연맹으로부터 특별공로상을 수상했다. 이로써 리그전에서 통산 65경기에 등판해 380과 1/3이닝을 던져 8승 31패, 평균 자책점 2.25를 기록했다. 더욱이 포수로 활약하여 2011년 춘계 리그전에서 선두 타자로서 활약하는 등 베스트 나인에 선정된 니미 쇼헤이(간사이 TV 아나운서)는 야구부 3년 선배이며 다나카가 1학년 때 리그전에서 배터리를 구성했던 적이 있다.
대학 졸업 후 미쓰이 물산에 입사하기로 내정돼 있었지만 4학년 가을에 일본 학생 야구 협회에 프로 지원서를 제출했고 그해 10월 23일에 열린 프로 야구 드래프트 회의에서 지바 롯데 마린스로부터 2순위 지명을 받았다. 결국 미쓰이 물산에 입사를 포기하고 계약금 7,000만 엔과 연봉 1,500만 엔(금액은 추정치)이라는 조건으로 지바 롯데에 입단, 등번호는 31번으로 정했다. 등번호 31번을 착용하기로 결정되고 나서는 자신과 같은 오른쪽 투수로 2013년까지 이 등번호를 착용했던 와타나베 슌스케부터 “‘슌스케’(しゅんすけ)가 아닌 ‘에이스케’(えいすけ)의 번호로서 지바 롯데의 31번이라는 이름을 더더욱 큰 존재로 만들어줄 것이라고 기대하고 있다”라는 성원을 보냈다. 입단 계약을 체결하기 전인 11월 28일, 효고현에 있는 다카사고 경찰서에서 일일 서장을 맡았다. 교토 대학 출신의 프로 야구 선수로서는 과거에 후쿠다 다케히로(대학원을 중퇴한 후에 투수로서 시코쿠 아일랜드 리그인 가가와 올리브 가이너스 및 NPB의 요코하마 베이스타스 → 요코하마 DeNA 베이스타스에서 활약)가 있었으나 졸업을 계기로 프로 구단에 입단한 선수는 다나카가 처음이다.

### 프로 입단 후

#### 2015년
이듬해 오키나와현 이시가키섬에서 열린 춘계 스프링 캠프를 1군에서 맞이했지만 시즌 개막은 2군에서 시작했다. 2군 공식전에서 첫 등판한 이후 2전 2승을 비롯한 14이닝 연속 무실점을 기록했다. 4월 29일에 사이타마 세이부 라이온스전(QVC 마린필드)에서 선발 투수로 등판해 1군 데뷔전을 가졌다. 이 경기에서는 이틀 전까지 표가 매진되고 경기 당일에는 QVC 마린필드 개장 시간을 당초 예정(12:00)보다 5분 앞당기는 이례적인 조치를 취했다. 하지만 이 경기에서는 첫회에 4실점을 내주는 등 3이닝 동안 5실점을 내줘 기대 이하의 투구 내용으로 패전 투수가 됐다. 이틀 후인 5월 1일, 홋카이도 닛폰햄 파이터스전(QVC 마린필드)에서 4회말에 팀의 두 번째 투수로 등판했는데 3이닝 동안 4실점을 허용하는 등의 부진으로 다음날인 2일에 등록이 말소됐다. 1군 등록이 말소된 뒤에는 ‘사무라이 재팬 대학 일본 대표팀 대 NPB 선발’ (6월 29일)에서 NPB 선발 투수로서 등판할 예정이었으나 오른쪽 팔꿈치 통증을 호소하여 출전을 포기했다(실제로 도호쿠 라쿠텐 골든이글스의 안라쿠 도모히로가 다나카의 대체 선수로 선발 등판했음). 7월에 개최될 예정이던 프레시 올스타전에서도 이스턴 리그의 선발 투수로 기용된다는 예고가 있었지만 악천후로 인한 개최가 취소된 탓에 실현되지 못했다. 결국 1군 공식전에 등판한 것은 위에서 언급한 두 경기 뿐이었고, 같은 달 11일 이스턴 리그 공식전인 요코하마 DeNA 베이스타스전에서 구원 등판한 것을 끝으로 시즌을 마쳤다. 한때는 불안 증세가 의심될 정도로 투구 폼을 무너뜨렸기 때문에 제구가 뜻대로 잘 안되고 최고 구속도 120km/h대까지 떨어졌다. 이스턴 리그와 마찬가지로 공식전 9경기에 등판하여 2승 3패, 평균 자책점 5.63을 기록했다. 시즌 종료 후인 11월 7일에 추정 연봉 1,340만 엔(160만 엔 삭감)으로 재계약을 맺었다.

#### 2016년
전년도 1군 공식전 등판 이후에 투구 폼의 균형이 무너진 영향으로 투구 폼의 재생과 체력 강화에만 전념했다. 7월 8일, 이스턴 리그 챌린지 매치 경기인 퓨처스전(롯데 우라와 구장)에 선발 투수로서 실전에 복귀했지만 정작 1군에서의 등판 기회가 없었고 이스턴 리그 공식전에서도 1경기(1이닝) 등판에만 머물렀다. 11월 24일 계약 협상에서는 이듬해 2017년 연봉에 대해서 일본 야구 기구 규정에 의한 감액 제한의 상한(25%)을 적용하는 것을 구단으로부터 통보받았고 추정 연봉 1,005만 엔으로 재계약을 맺었다. 또한 시즌 종료 후에는 오른쪽 어깨에 문제가 있다는 사실이 드러났다.

#### 2017년
공에 힘이 전달되기 가장 쉬운 투구 폼을 모색한 끝에 춘계 스프링 캠프에서 투구 폼을 오버핸드에서 사이드암으로 변경했다. 하지만 전년도와 마찬가지로 1군 등판 기회를 얻지 못했고 10월 3일에 구단으로부터 방출 통보를 받았다. 구단으로부터 프런트에서 데이터 분석 등을 담당하는 직책으로의 전향을 타진받았으나 입단 전에 채용이 내정돼 있으면서 입사를 포기했던 미쓰이 물산에서도 입사 제의 요청을 받았다. 결국 미쓰이 물산의 입사 시험에 다시 응시하기로 결정했다. 다나카 자신이 방출 통보를 받은 직후 “방출 통보에 대해서는 ‘왔구나’라는 느낌으로 받아들이고 있다. ‘(3년째 시즌에서)할 수 있는건 다했다’라는 마음과 ‘(시즌)마지막에 컨디션이 좋아졌으니까 아직(프로 야구에서) 더 던질 수 있고, 던지고 싶다’라는 마음이 반반”이라는 표현으로 복잡한 심경을 토로했다. 하지만 실제로는 대학 4학년 때 입사가 결정된 미쓰이 물산의 채용 담당자로부터 입사 시험에 재응시하라고 권유받은 것을 계기로 현역 은퇴를 결심했다. 구단을 통해 은퇴를 발표했을 때에는 팬들과 관계자에게 “3년 간의 프로 야구 선수로 생활하면서 힘든 일이 많았지만 나로서는 ‘후회 없는 나날을 보냈다’라는 생각이 들었다. 친절한 지도로 야구에 임하기 쉬운 환경을 만들어 준 감독과 코칭 스태프에게 감사하다는 마음 밖에 없다. 다음 단계(미쓰이 물산)에서는 (지바 롯데에서의 1년째에 당시 QVC)마린(필드)의 큰 성원 속에 공을 던졌던 것을 잊지 않고 ‘누군가를 위해 노력할 수 있는 인간’으로 세상속에서 도전을 계속하는 사람들을 위한 의미 있는 일을 하고 싶다”라는 메시지를 보냈다.

### 그 후
신규 졸업자와 같은 취급으로 미쓰이 물산에 입사가 확정됐기 때문에 사비에 의한 미국에 단기 유학을 거쳐 2018년 4월 1일부로 미쓰이 물산에 정식으로 입사했다. 이번에 막 졸업한 정도의 인재라도 연령별 제한 없이 1년 내내 상시 채용하기로 한 데 따른 조치로 프로 야구 경험자의 입사는 처음이라고 한다.

## 플레이 스타일
대학 시절에 최고 속도 149 km/h를 기록한 직구와 커브, 슬라이더, 컷 패스트볼, 체인지업, 포크볼, 투심 등의 변화구를 던진다. 50m 달리기를 6초 7에 주파했고 멀리 던지기는 110미터를 기록했다.
지바 롯데에 입단한 프로 1년차에는 피로 회복이나 투구 동작 중의 축이동 등의 과제를 안게 됐다. 시즌 후반에는 실전을 떠나 기초 체력 강화, 체중 증가, 투구폼 수정에만 전념했는데 시즌 종료 후에는 스포츠 닛폰의 독점 취재에서 ‘심(마음)’, ‘기(기술)’, ‘체(몸)’의 자가 채점을 한 결과 “‘심’은 50점, ‘기’는 35점, ‘체’는 40점”이라는 평가가 나왔다.
지바 롯데 시절에 2군 투수 코치를 맡았던 고타니 다다카쓰는 다나카가 은퇴한 후인 2020년에 집필한 닛칸 스포츠 연재 칼럼에서 도합 39년 동안 4개 프로 구단에서의 코치로 활동하면서 선수들을 지도하는 데에 있어서 가장 고심했던 투수 중의 한 사람으로 다나카를 그 예로 들었다. 고타니는 다나카의 입단 1년째인 2015년 1군 춘계 스프링 캠프에서 투구 연습을 시찰했을 때 다나카가 고개를 크게 흔들면서 던지고 있다는 것을 파악했다. 다나카가 정규 시즌 개막을 앞두고 2군으로 내려간 뒤에는 목의 흔들림을 수정하는 데에 주력했다. 무엇보다도 우완 투수의 대부분이 왼쪽 눈으로 타자를 보면서 투구 동작에 들어가는 반면, 다나카에게는 투구 동작 시점부터 타자를 두 눈으로 바라보는 버릇이 있었다. 또한 다나카는 노력을 아끼지 않는 한편 ‘우리 말고 모두 아사’(我以外皆我師, 새로운 조언을 보낼 때마다 그때까지 전해오던 조언에 관한 내용을 백지 상태로 돌리는) 같은 기질을 갖고 있었다. 고타니 본인은 이러한 버릇과 기질을 간파하지 못한 채 ‘시즌 개막에 맞춰 보자’며 서둘다가 그만 목짓을 멈추는 방법을 잘못 전달한 것에 대해 자괴감을 느꼈다고 밝혔다.

## 에피소드
- 4살 무렵부터 초등학교 고학년 때까지는 기계 체조를 하고 있어서 가끔은 고등학생과 함께 연습하는 등 ‘올림픽을 노릴 수 있는 선수’라는 평가를 받았다. 그러나 아버지의 조언으로 체조를 그만두고 당시 같이하고 있던 야구에만 전념했다. 더욱이 아버지도 교토 대학을 졸업했고 에이스케가 고등학교 3학년 봄에 지망 대학을 도쿄 대학에서 교토 대학으로 변경하라는 조언을 받았다.[50][51]
- 교토 대학 시절에는 공업기초과학을 전공했고 ‘SFA(표면력 측정 장치)에 있어서 수화 구조의 역계산 이론’이라는 주제로 졸업 논문을 작성했다.[52] 2015년 3월 졸업식에서는 ‘경식 야구부의 투수로 간사이 학생 야구 리그전에서 통산 8승, 베스트 나인에 두 차례나 선정되는 등의 활약했고, 교토 대학의 첫 프로 야구 선수가 됐다’는 수상 이유[53]로 학업·과외 활동·사회 활동 등으로 뚜렷한 활약을 한 공로로 교토 대학의 명예를 높인 학생이나 학생 단체에게 주어지는 헤이세이 26년(2014년도)도 ‘교토 대학 총장상’을 수상했다.[54] 야마기와 주이치 총장으로부터의 졸업식사에서도 이름과 더불어 “분명히 장래의 프로 야구 선수에게는 없는 능력을 발휘해서 활약해 줄 것이라고 기대하고 있다”라고 말했다.[55]
- 2015년 11월 22일에 QVC 마린필드에서 열린 지바 롯데의 팬 감사 이벤트인 ‘슈퍼 마린 페스티벌 2015’에서는 지바 시 과학관으로부터 의뢰를 받아 선배 투수인 후루야 다쿠야와 함께 ‘갈매기 과학관’(불펜을 무대로 우주나 지구의 매력을 중학생 이하의 아동들과 함께 배우는 기획)에 참가했다. 다나카가 이과(교토 대학 공학부) 출신이라는 것과, 후루야가 야구계에서 유명한 우주 매니아였기 때문이다.[56] 또한 이 해부터 일본 프로 야구 선수회가 ‘JFA 마음의 프로젝트’에 협력하게 되면서 ‘꿈 선생님’(프로 야구 및 J리그의 오프 시즌 중에 전국 초등학교에서 실시하는 ‘꿈의 교실’ 강사) 중의 한 명[57]으로 선택됐다. 지바 롯데의 선수 및 일본 프로 야구 신인 선수로서는 유일하게 선정됐다.

## 상세 정보

### 출신 학교
- 하쿠료 고등학교
- 교토 대학

### 선수 경력
- 지바 롯데 마린스(2015년 ~ 2017년)

### 개인 기록
- 첫 등판·첫 선발 등판 : 2015년 4월 29일, 대 사이타마 세이부 라이온스 4차전(QVC 마린필드), 3이닝 5실점에서 패전 투수
- 첫 탈삼진 : 상동, 1회초에 에르네스토 메히아로부터 헛스윙 삼진

### 등번호
- 31(2015년 ~ 2017년)

### 연도별 투수 성적
| 연 도      | 소 속      | 등 판 | 선 발 | 완 투 | 완 봉 | 무 4 구 | 승 리 | 패 전 | 세 이 브 | 홀 드 | 승 률 | 타 자 | 이 닝 | 피 안 타 | 피 홈 런 | 볼 넷 | 고 4 | 몸 맞 | 탈 삼 진 | 폭 투 | 보 크 | 실 점 | 자 책 점 | 평 자 책 | W H I P |
| ---------- | ---------- | ----- | ----- | ----- | ----- | ------- | ----- | ----- | -------- | ----- | ----- | ----- | ----- | -------- | -------- | ----- | ---- | ----- | -------- | ----- | ----- | ----- | -------- | -------- | ------- |
| 2015년     | 지바 롯데  | 2     | 1     | 0     | 0     | 0       | 0     | 1     | 0        | 0     | .000  | 37    | 6.0   | 12       | 0        | 7     | 0    | 0     | 5        | 1     | 0     | 9     | 9        | 13.50    | 3.17    |
| 통산 : 1년 | 통산 : 1년 | 2     | 1     | 0     | 0     | 0       | 0     | 1     | 0        | 0     | .000  | 37    | 6.0   | 12       | 0        | 7     | 0    | 0     | 5        | 1     | 0     | 9     | 9        | 13.50    | 3.17    |